# Фулертон (Пенсилванија)
Фулертон (енгл. Fullerton) насељено је место без административног статуса у америчкој савезној држави Пенсилванија.

## Демографија
По попису из 2010. године број становника је 14.925, што је 657 (4,6%) становника више него 2000. године.
| Група             | 2000.          | 2010.          |
| Белци             | 11.868 (83,2%) | 10.366 (69,5%) |
| Афроамериканци    | 554 (3,9%)     | 1.279 (8,6%)   |
| Азијати           | 788 (5,5%)     | 860 (5,8%)     |
| Хиспаноамериканци | 878 (6,2%)     | 2.178 (14,6%)  |
| Укупно            | 14.268         | 14.925         |